# 1852 en sport
Cet article présente les faits marquants de l'année 1852 en sport.

## Aviron
- 3 avril : The Boat Race entre les équipes universitaires d'Oxford et de Cambridge. Oxford s'impose[1].
- 3 août : première régate universitaire entre Harvard et Yale. Harvard s'impose de deux longueurs[2].

## Baseball
- Des parties « sérieuses » de Baseball sont organisées à New York.
- Alexander Cartwright introduit le baseball à Hawaii[3].

## Boxe
- 21 août : John Morrissey bat George Thompson dans le 11e tour à Mare Island, péninsule de Californie[4].

## Cricket
- Le Sussex County Cricket Club et le Nottinghamshire County Cricket Club sont sacrés champions de cricket en Angleterre[5].
- 27 juillet : John Sherman fait sa dernière apparition de première classe dans l'équipe de Manchester contre Sheffield au Hyde Park Ground, à Sheffield. Sa carrière s'étend sur 44 saisons depuis ses débuts le 20 septembre 1809.
- Des parties « sérieuses » de Cricket sont organisées à New York.

## Croquet
- Le jeu de croquet est introduit en Irlande d’où il gagne ensuite l’Angleterre. Certains historiens remettent en cause cet événement, même si l’Irlande joue incontestablement un rôle déterminant. Mr Spatt aurait reçu dès 1840 un set complet de jeu de Miss McNaughten avant de le céder, des années plus tard, à Mr Jacques, fondateur d’une dynastie de fabricant de jeu de croquet. Au moment du don de Miss McNaughten, cette dernière aurait précisé avoir vu ce jeu pratiqué en Italie et dans le Sud de la France[6].

## Omnisports
- Fondation de l’École de Joinville, ancêtre de l'INSEP. Réservée d’abord aux militaires, elle assure une formation en gymnastique et contribue à son essor en France[7].

## Joutes nautiques
- 20 juillet : tournoi de joutes nautiques à Strasbourg à l’occasion de l’inauguration de la ligne de chemin de fer Paris-Strasbourg en présence du président Napoléon III[8].
- Août : Audibert, dit L'esperança, remporte le Grand Prix de la Saint-Louis à Sète[9].
- 26 septembre : tournoi de joutes nautiques à Marseille au nouveau bassin de la Joliette à l’occasion de la visite du président Napoléon III[10].

## Sport hippique
- Angleterre : Daniel O'Rourke gagne le Derby d'Epsom[11].
- Angleterre : Miss Mowbray gagne le Grand National[12].
- France : Porthos gagne le Prix du Jockey Club[13].
- France : Bounty gagne le Prix de Diane[14].

## Naissances
| - 30 janvier : Hubert Heron, footballeur anglais. († 5 juin 1914). - 11 février : William Crake, footballeur anglais. († 1er décembre 1921). - 9 mars : Mary Ewing Outerbridge, joueuse de tennis américaine. († 3 mai 1886). - 10 mars : Léon Moreaux, tireur sportif français. († 11 novembre 1921). - 17 avril : Cap Anson, joueur de baseball américain. († 14 avril 1922). - 29 mai : William Brown, joueur de rugby à XV écossais. († 24 mars 1876). - 15 juin : Daniel Burley Woolfall, juriste international britannique puis dirigeant de football. Président de la FAF de 1901 à 1918 et de la FIFA de 1906 à 1918. († 24 octobre 1918). - 14 juillet : James Dwight, joueur de tennis américain. († 13 juillet 1917). |  | - 24 octobre : Charles Ashpitel Denton, footballeur anglais. († 28 septembre 1932). - 1er novembre : Louis Hall, joueur de cricket anglais. († 19 novembre 1915). - 13 novembre : Jarvis Kenrick, footballeur anglais. († 29 janvier 1949). - 1er décembre : Paul Meyan, journaliste sportif français. Membre fondateur de l'Automobile Club de France. († 6 octobre 1938). - ? : Billy MacKinnon, footballeur écossais. († 24 mai 1942). |

## Décès
- 15 octobre : Friedrich Ludwig Jahn, éducateur allemand. Promoteur de la gymnastique. († 11 août 1778).